# Louise Kirkby Lunn

Louise Kirkby Lunn dans le rôle de Kundry dans Parsifal, à partir d'une publication de 1907.

Louise Kirkby Lunn parfois transcrit comme Louise Kirkby-Lunn (8 novembre 1873 – 17 février 1930) est une contralto anglaise. Parfois classée en tant que mezzo-soprano, elle a été l'une des principales chanteuses anglaises des deux premières décennies du XXe siècle. Elle a reçu des éloges pour ses représentations en concert, oratorio et opéra.

## Formation
Kirkby Lunn a commencé sa formation vocale, dans sa ville natale de Manchester, à l'Église All Saints Church. Elle chante dans le chœur, sous la direction du Dr J. H. Greenwood, l'organiste de l'église, et plus tard elle apparaît lors de concerts dans la ville. En 1890, elle obtient une place au Royal College of Music à Londres et étudie pendant trois ans avec Albert Visetti (en), se formant également pour l'opéra. Elle gagne une bourse d'études en deuxième année, elle joue le rôle de Marguerite dans Genoveva de Schumann dans une production du collége  à Drury Lane en décembre 1893, et puis celui de la Marquise de Montcontour dans Le roi l'a dit de Delibes au Prince of Wales Theatre, un an plus tard. Elle étudie également pendant un certain temps avec Jacques Bouhy à Paris.

## Début de carrière
En 1895, elle apparaît dans la première saison des Concerts Promenade de Henry Wood. Augustus Harris lui fait un contrat de cinq ans, presque lors de la première audience. En 1896, elle apparaît dans le rôle de Nora dans Shamus O'Brien de Stanford au Théâtre Comique, à nouveau dirigé par Wood, avec Joseph O'Mara, Maggie Davies, W. H. Stevens et Denis O'Sullivan, durant cent soirées à partir du 2 mars.
Elle poursuit avec un certain nombre de petits rôles à la Royal Opera House à Covent Garden. Cependant, le contrat à Covent Garden expire avec la mort de Harris, en juin 1896, après quoi elle rejoint la compagnie d'opéra Carl-Rosa (en), comme première mezzo-soprano à Londres et en tournée dans les provinces dans Carmen, Mignon, Lohengrin, Rigoletto et d'autres œuvres. En 1898, au Queen's Hall à Londres, elle chante le rôle d'une fille du Rhin dans des extraits de L'Or du Rhin avec Lillian Blauvelt et Helen Jaxon, avec David Bispham (en) dans le rôle d'Alberich. Elle reste avec la Carl Rosa jusqu'en 1899, année où elle épouse W. J. Pearson.
Elle est  particulièrement active durant la saison 1900-1901 au Queen's Hall avec Wood, apparaissant avec Blauvelt, Lloyd Chandos et Daniel Price, et au Wolverhampton Festival Choral Society, dans la dernière symphonie de Beethoven, le 16 mars, et dans les extraits de Gilbert et Sullivan, avec Lloyd Chandos et Florence Schmidt.  Au milieu d'une série de concerts de Wagner avec Marie Brema, Philip Brozel, David Ffrangcon-Davies (en) et Olga Wood, le 22 novembre 1901, premier anniversaire de la mort d'Arthur Sullivan, elle chante dans une représentation spéciale de Sullivan, la cantate La Légende dorée, avec Blauvelt, John Coates (en) et Ffrangcon-Davies.

## Carrière lyrique
De 1901 à 1914, Louise Kirkby Lunn apparaît régulièrement au Royal Opera House, et pendant plusieurs années aux États-Unis, notamment au Metropolitan Opera au cours des saisons 1902-03, 1906-08 et 1912-14.
Elle a du succès particulièrement dans les pièces d'opéras wagnériens, dans les rôles de Fricka, Brangäne, Ortrud, Erda et Waltraute. En 1904, elle donne la première interprétation en langue anglaise du rôle de Kundry dans Parsifal, aux États-Unis, à Boston. Elle fait ses débuts américains en 1902, dans le rôle d'Amneris dans Aïda, un rôle dans lequel elle forme un long et célèbre partenariat avec la soprano dramatique tchèque Emmy Destinn dans Aïda. Ce duo a enregistré, non seulement Ebben qual nuovo fremito d'Aïda en 1911, mais aussi L'amo come il fulgor de La Gioconda de Ponchielli, en 1911. En 1906, elle chante dans une reprise dAïda avec Caruso au Royal Opera House.
En Angleterre et aux États-Unis, elle est aussi une célèbre Dalila dans l'opéra de Saint-Saëns. Elle chante aussi, dans les premières à Covent Garden de Hélène de Saint-Saëns et Hérodiade de Massenet, Armide de Gluck et Eugène Onéguine de Tchaikowsky. Orphée et Eurydice de Gluck qu'elle créé en 1905 est considéré comme l'une de ses meilleurs pièces, et sa pièce maîtresse, l'aria, Che farò senza Euridice, a été enregistrée sur un disque en 1915,.

## Oratorio et concerts
Henry Wood conduit  le premier Prelude and Angel's farewell du The Dream of Gerontius, avec Kirkby Lunn, en février 1901. En mars 1904, elle est l'une des principales solistes dans le Elgar Festival concerts donnés à Covent Garden, apparaissant durant la première soirée avec John Coates et David Ffrangcon-Davies (en) dans Gerontius, et la seconde fois avec les mêmes et avec Agnes Nicholls, Kennerley Rumford (en), le mari de Clara Butt, et Andrew Black dans The Apostles. Elle remplace efficacement Marie Brema, initialement choisie pour le rôle de l'ange dans Gerontius. Deux ans plus tard, elle joue avec les mêmes partenaires, mais sous la baguette d'Henry Wood, à Leeds. Elle chante sous a la direction de Hans Richter au Festival triennal de musique de Birmingham, en 1909, avec John Coates et Frederic Austin (en) ; The Athenaeum a remarqué, « chacun, à son tour, a accédé à la gloire ». Wood a beaucoup d'admiration pour elle, et l'emploie souvent, la choisissant pour une représentation au  Sheffield Festival d'une suite de l'opéra de La Veille de Noël de Rimski-Korsakov, avec Francis Hurford, en 1908.
En 1909, Kirkby Lunn chante les mélodies de Sea pictures, dirigée par Edward Elgar aux concerts de la Royal Philharmonic Society. À cette occasion, elle reçoit la Médaille d'Or de la Royal Philharmonic Society, le Secrétaire Honoraire, le compositeur et pianiste Francesco Berger (en), fait référence à sa « rare combinaison de réalisation artistique personnel ajouté à une nature richement dotée. ». 
En 1910, La Royal Choral Society de Londres inaugure sa quarantième année d'existence par une audition de l'oratorio de Mendelssohn, Elie, au Royal Albert Hall. Frank Bridge dirige l’œuvre à la tête de sept cents choristes et d'un orchestre de trois cents instrumentistes. Les solistes sont Edmond Bucke, Agnes Nicholls et Louise Kirkby Lunn.
En octobre 1911, elle chante au Festival de Norfolk et Norwich (en) dirigé par Henry Wood, avec les autres solistes Lillian Blauvelt, Ada Forrest, Agnes Nicholls, Ada Crossley (en), Phyllis Lett, Ellen Beck (da), Gervase Elwes, MM. Herbert Hegner, Joseph Reed, Thorpe Bates et Wilfrid Douthitt (Louis Graveure (en)).
Elle fait deux apparitions devant la Royal Philharmonic Society, avant-guerre, lors des soirées d'ouverture en novembre, des saisons 1913 et 1914. Lors de la première, elle chante la pièce Gerechter Gott! de Rienzi de Wagner, dirigé par Willem Mengelberg, et lors de la deuxième occasion la Ballade de La Fiancée du Timbalier de Saint-Saëns, conduit par Thomas Beecham. Elle interprète la Rhapsodie pour alto de Brahms au Queen's Hall, dirigée par Henri Verbrugghen (en) durant le festival du mois d'avril 1915, et elle chante également au festival de musique britannique, le mois suivant. En novembre 1916, elle réapparaît avec le Royal Philharmonic Society pour chanter Non più di fiori de La clemenza di Tito de Mozart. Elle fait un enregistrement de La Clémence de Titus.
Avant le déclenchement de la Grande Guerre, en 1914, Kirkby Lunn est très demandée pour chanter des oratorios sur le continent européen, elle chante souvent loin comme à Budapest. New York l'entend également au cours de cette période. En 1912, elle fait une tournée en Australie avec William Murdoch (pianist) (en), le célèbre pianiste qui a fait ses débuts à Londres deux ans plus tôt.

## Enregistrements et dernières représentations
La même année que sa tournée australienne, en 1912, Kirkby Lunn enregistre deux duos avec le célèbre ténor de Covent Garden et du Met, John McCormack, composés par Ermanno Wolf-Ferrari. Ces duos ont été remastérisés et réédités sur CD, tout comme certains de ses autres disques solo en 78 tours. Les principaux  enregistrements sont faits pour la Gramophone Company entre 1909 et 1916 mais il y a aussi des disques Pathé faits plus tôt, y compris des duos avec Ben Davies (en), un autre ténor. Parmi les extraits d'opéra de sa production enregistrée se trouve la musique de Wagner et, comme nous l'avons vu, Verdi, Ponchielli, Gluck, Mozart et Wolf-Ferrari. Le procédé d'enregistrement acoustique du moment n'est pas particulièrement favorable aux « notes chaudes et riches de vrai contralto » de Kirkby-Lunn, comme le dit le critique Herman Klein (en) en parlant de sa voix, bien que dans certains morceaux comme Entreat Me Not to Leave Thee de Gounod ou A Summer night d'Arthur Goring Thomas, sa célèbre maîtrise de sa gamme étendue, ainsi que l'élégance et la grandeur de sa prestation, sont évidents.
En 1919-1922, Kirkby Lunn réapparaît à Covent Garden, choisissant sa célèbre pièce dans le rôle de Kundry pour ses dernières apparitions avec la Compagnie de l'Opéra national britannique (en).
Après cela elle reste en contact avec le public pendant plusieurs années encore, en concert et en récital. Elle chante, à Sheffield, en 1921, L'Esclave d'Édouard Lalo, L'Heureux Vagabond d'Alfred Bruneau, et Papillons d'Ernest Chausson, des chansons françaises du XVe et XVIe siècles arrangées par Julien Tiersot, en 1924, à Londres, un récital à Wigmore Hall en novembre 1924 .
Elle participe à l'une des plus grandes compilation de chants classiques, The EMI Record of Singing où elle apparaît dans le Volume I - L'école anglaise.
Elle est morte à Londres en 1930, à 56 ans, de causes inconnues.

## Divers
Même si elle pouvait parler quatre langues différentes et les chanter couramment, elle avait toujours gardé son accent régional distinctif de Manchester dans la conversation courante.